# Bhubaneswar
Bhubaneswar (in oriya  ଭୁବନେଶ୍ୱର.   ) è una suddivisione dell'India, classificata come municipal corporation, di 837 321 abitanti, capoluogo del distretto di Khordha, nello stato federato dell'Orissa di cui è la capitale. In base al numero di abitanti la città rientra nella classe I (da 100 000 persone in su).

## Geografia fisica
La città è situata a 20° 13' 60 N e 85° 49' 60 E e ha un'altitudine di 24 m s.l.m..

## Società

### Evoluzione demografica
Al censimento del 2001 la popolazione di Bhubaneshwar assommava a 647 302 persone, delle quali 360 476 maschi e 286 826 femmine. I bambini di età inferiore o uguale ai sei anni assommavano a 67 884, dei quali 35 716 maschi e 32 168 femmine. Infine, coloro che erano in grado di saper almeno leggere e scrivere erano 511 321, dei quali 299 254 maschi e 212 067 femmine.

## Amministrazione

### Gemellaggi
- Cupertino